# Helmingham Hall
Helmingham Hall er en herregård med voldgrav i Helmingham, i Suffolk i England. Den blev etableret af John Tollemache i 1480 og den har været ejet af familien Tollemache siden. Bygningen er opført omkring en gårdsplads i typisk senmiddelalderlig/tudor-stil. Den er en Listed building af første grad på National Heritage List for England, og den tilhørende park og have er ligeledes Listed af første grad på Register of Historic Parks and Gardens.

## Eksterne henvisniner
- Wikimedia Commons har flere filer relateret til Helmingham Hall
- Officiel hjemmeside
- Details from listed building database (1033070). National Heritage List for England. English Heritage.

52°10′27″N 1°11′47″Ø / 52.1741°N 1.19637°Ø